# 大阪マルチメディア放送
大阪マルチメディア放送株式会社（おおさかマルチメディアほうそう）は、かつて存在した移動受信用地上基幹放送の認定基幹放送事業者である。

## 概要
地上アナログテレビ放送停波後のVHF-Low帯（90-108MHz）を利用するマルチメディア放送i-dioの認定基幹放送事業者である。
i-dioは6広域圏と北海道の7放送対象地域でのマルチメディア放送を企図したもので、近畿広域圏の番組編成を担当するものとして設立された。主要株主は、i-dioの統括会社であるジャパンマルチメディア放送（旧・BIC）、ジャパンエフエムネットワーク、エフエム大阪。
2016年（平成28年）に大阪局が、2017年（平成29年）に加古川局が開局。大阪府と兵庫県の各一部で放送を開始した。加古川局は加古川市が導入した災害情報伝達システムV-ALERT対応局であった。
しかし2019年（令和元年）にi-dioは業績不振であることが、エフエム東京のTOKYO SMARTCASTに対する不正な株取引に端を発した粉飾決算により表面化し、大阪マルチメディア放送も赤字が累積。エフエム東京はi-dioの事業継続を断念した。
詳細はエフエム東京#不正会計問題を参照
2020年（令和2年）に放送を終了し加古川局のV-ALERT業務のみ継続していた。
2022年（令和4年）にV-ALERT業務も終了して解散。のちに大阪地方裁判所が特別清算の開始を決定した。負債額は約8千5百万円。特別清算は2022年内に終結した。

## 事業収支
決算報告資料から抜粋。
| 年度       | 資産        | 負債        | 資本金      | 資本準備金  | 利益剰余金    | 出典             |
| ---------- | ----------- | ----------- | ----------- | ----------- | ------------- | ---------------- |
| 平成22年度 | 19,871,533  | 205,000     | 25,800,000  | -           | －1,333,467   | 第2期損益計算書  |
| 平成23年度 | 24,095,302  | 205,000     | 25,800,000  | -           | －1,909,698   | 第3期損益計算書  |
| 平成24年度 | 23,668,228  | 205,000     | 25,800,000  | -           | －2,336,782   | 第4期損益計算書  |
| 平成25年度 | 23,325,081  | 205,000     | 25,800,000  | -           | －2,679,919   | 第5期損益計算書  |
| 平成26年度 | 243,260,038 | 11,928,404  | 136,320,000 | 110,520,000 | －15,508,366  | 第6期損益計算書  |
| 平成27年度 | 388,759,032 | 4,223,132   | 227,550,000 | 201,750,000 | －44,764,100  | 第7期損益計算書  |
| 平成28年度 | 477,068,728 | 192,017,197 | 227,550,000 | 201,750,000 | －144,248,469 | 第8期損益計算書  |
| 平成29年度 | 354,048,719 | 158,486,986 | 227,550,000 | 201,750,000 | －233,738,267 | 第9期損益計算書  |
| 平成30年度 | 264,894,262 | 157,752,873 | 227,550,000 | 201,750,000 | －322,161,389 | 第10期損益計算書 |
| 令和元年度 | 56,428,310  | 173,636,759 | 227,550,000 | 201,750,000 | －408,508,449 | 第11期損益計算書 |
| 令和2年度  | 68,644,341  | 85,429,512  | 1,000,000   | -           | －17,785,171  | 第12期損益計算書 |
| 令和3年度  | 96,786,627  | 116,258,537 | 1,000,000   | -           | －19,471,910  | 第13期損益計算書 |
| 単位は円   |             |             |             |             |               |                  |

## 沿革
- 2009年（平成21年）10月7日 - 大阪マルチメディア放送株式会社設立[18]
- 2016年（平成28年）
  - 2月22日 - 移動受信用地上基幹放送の業務認定を取得[19]。同日に基幹放送局提供事業者VIPが大阪局の免許取得
  - 3月1日 - 大阪局開局[20]
- 2017年（平成29年）7月10日 - 加古川局開局[21]
- 2019年（令和元年）12月25日 - ジャパンマルチメディア放送および他の認定基幹放送事業者5社と共に2020年3月31日をもってi-dioを終了[22]、但しV-ALERTは継続[23]と発表
- 2020年（令和2年）
  - 3月31日 - 正午に放送終了[24]、大阪局廃局[25]
  - 6月22日 - 資本金を100万円に、資本準備金を0円に減少[26]
- 2022年（令和4年）
  - 3月 - 加古川局廃局[25]
  - 4月1日 - 基幹放送の業務認定廃止[27]
  - 6月16日 - 株主総会で解散を決議[28]
  - 9月26日 - 特別清算開始の決定[29]
  - 12月15日 - 特別清算終結[30]
- 2023年（令和5年）1月12日 - 清算結了により登記閉鎖[31]、法人格消滅